# Boulenger (orfèvre)
Pour les articles homonymes, voir Boulenger (homonymie).
Boulenger est une entreprise d'orfèvrerie fondée en 1810 à Paris et qui a été active jusqu'en 1938. Elle était spécialisée dans les couverts, services à thé et à café, et les arts de la table.

## Historique
La maison d'orfèvrerie a été fondée en 1810 à Paris sous le nom de Hautin. Elle est reprise par le neveu du fondateur, Adolphe Boulenger qui lui donna le nom de "A. Boulenger & Cie", et s’installe 4 rue du Vertbois à Paris. L’usine en elle-même est construite dans le village de Créteil, rue de Mesly, en 1869.
À sa mort en 1898, il est inhumé dans le caveau familial du cimetière de Créteil, surmonté d’un monument construit par l’architecte Henry A. 
Son fils Charles Boulenger lui succède et la maison d'orfèvrerie prend le nom de "Ch. Boulenger & Cie".

## Clientèle
Boulenger est l'un des premiers orfèvres parisiens du XIXe siècle et au début du  XXe siècle.
Sa notoriété permet à la société de devenir le principal fournisseur de l'argenterie de la Marine nationale.
Elle obtient également des marchés de fourniture d’’argenterie de la Compagnie Générale Transatlantique (C.G.T) pour ses plus grands paquebots, tel le Normandie, en concurrence avec Christofle.

## Fabrication
L'usine de métallurgie est construite par Adolphe Boulenger en 1869 à Créteil. Dévastée au moment du siège de Paris en 1870, elle est immédiatement reconstruite dès 1871. Elle se situe rue du Mesly, et a été conservée pour les services techniques de la ville.
En 1902, elle est dotée d'une force motrice de 60 chevaux vapeur, et employait 60 ouvriers sur un site occupant alors 4000 m².
Boulenger fabriquait des couverts et coutellerie de luxe, produisait des pièces d'orfèvrerie fine et galvanique, avec spécialisation dans la fonte du nickel et la fabrication du maillechort.